# كزافييه روبرتس
كزافييه روبرتس (بالإنجليزية: Xavier Roberts)‏ هو فنان ورائد أعمال أمريكي، ولد في 31 أكتوبر 1955 في كليفلاند في الولايات المتحدة.